# CIMB
CIMB (abreviatura de Commerce International Merchant Bankers) és un banc de Malàisia amb seu a Kuala Lumpur que opera en economies de l'Associació de Nacions del Sud-est Asiàtic sota diverses entitats com ara CIMB Investment Bank, CIMB Bank, CIMB Islamic, CIMB Niaga, CIMB Securities International i CIMB Thai. És un banca d'inversió amb els seus principals mercats a Malàisia, Indonèsia, Singapur i Tailàndia.
CIMB compta amb més de 1.080 oficines i té uns 33.000 empleats en 18 països i als principals centres financers mundials, així com en països en els quals els seus clients tenen negocis. Entre els seus socis col·laboradors s'inclouen Principal Financial Group, Bank of Tokyo-Mitsubishi UFJ, Standard Bank i Daewoo Securities, entre d'altres.
El banc es va formar a partir de la fusió de diversos bancs. CIMB Islamic és la franquícia global de banca islàmica del grup. Ofereix un conjunt complet de solucions financeres compatibles amb la xaria, que operen paral·lelament a la franquícia de banca universal del grup.